# Trochalus saginatus
Trochalus saginatus är en skalbaggsart som beskrevs av Hermann Julius Kolbe 1914. Trochalus saginatus ingår i släktet Trochalus och familjen Melolonthidae. Inga underarter finns listade i Catalogue of Life.